# Chocolat (película de 2000)
Chocolat (Chocolate, según se tradujo en algunos países hispanohablantes) es una película de 2000 dirigida por Lasse Hallström y protagonizada por Juliette Binoche. Es una coproducción del Reino Unido y los Estados Unidos, basada en la novela homónima de Joanne Harris. Con el fin de prepararse para su papel, Juliette Binoche estuvo unos días en una confitería de París, aprendiendo a preparar dulces de chocolate.

## Argumento
La película narra la historia de una mujer soltera, Vianne Rocher (Juliete Binoche) y su hija Anouk, quienes llegan a Lansquenet, un pequeño pueblo francés, en el invierno de 1959. La vida trashumante de Vianne y su indiferencia ante el catolicismo sacuden las bases de la sociedad mayoritariamente conservadora y piadosa del pueblo cuyos habitantes, moralistas y reprimidos, viven de las apariencias y rechazan todo aquello que, por nuevo o desconocido, se introduce en sus vidas. Al poco tiempo de llegar, Vianne tiene un don para leer a las personas y saber qué tipo de chocolate prefieren el paladar y el alma de las personas, ya que el chocolate, según una leyenda maya, tiene el poder de desenmascarar los más profundos anhelos de las personas. Así es que abre su propia tienda de chocolates, con la que lentamente comienza a ganarse la confianza de muchos en el pueblo, pero a la vez le causa enormes confrontaciones con las facciones tradicionales, quienes consideran que por quedar justo frente a la iglesia del pueblo, y trabajar los domingos, Vianne representa una amenaza para lo establecido. A medida que se acerca el domingo de Pascua, la confrontación crece entre aquellos que la apoyan y los que la repudian, especialmente cuando Vianne decide organizar un festival del chocolate durante una de las celebraciones más importantes del Catolicismo. 
Entremezclada con la trama principal, aparece una pequeña historia de amor entre Vianne y Roux (Johnny Depp), igualmente rechazado y odiado por la gente del pueblo por su diferente moral y su carácter nómada.

## Reparto
- Juliette Binoche como Vianne Rocher
- Victoire Thivisol como Anouk Rocher, la hija de Vianne (doblada por Sally Taylor-Isherwood porque el acento francés de Victoire la hacía difícil de entender)
- Arnaud Adam como George Rocher, padre de Vianne
- Christianne Oliveira como Chitza Rocher, la madre de Vianne
- Carrie-Anne Moss como Caroline Clairmont, la hija de Armande
- Judi Dench como Armande Voizin, la madre de Caroline
- Aurélien Parent-Koenig como Luc Clairmont, hijo de Caroline
- Alfred Molina como Comte de Reynaud, el alcalde
- Peter Stormare como Serge Muscat, propietario de un café
- Lena Olin como Josephine Muscat, la esposa abusada de Serge
- Johnny Depp como Roux, viajante aventurero y amante de Vianne
- Hugh O'Conor como Pere Henri, cura del pueblo
- Hélène Cardona como Françoise "Fuffi" Drou, propietaria de un salón de belleza
- Antonio Gil como Jean-Marc Drou
- Elisabeth Commelin como Yvette Marceau, mujer que compra chocolates como afrodisíaco
- Ron Cook como Alphonse Marceau, el esposo de Yvette
- Leslie Caron como Madame Audel, viuda de la aldea cuyo esposo murió en Primera Guerra Mundial
- John Wood como Guillaume Blerot, quien lleva un largo anhelo por Madame Audel
- Michèle Gleizer como Madame Rivet, mujer del pueblo que trabaja para el Comte.
- Dominique MacAvoy como Madame Pouget, mujer del pueblo
- Tatyana Yassukovich, la narradora

## Premios
En el año de lanzamiento obtuvo cinco nominaciones a los Oscar en las categorías de mejor película, mejor actriz principal (Juliette Binoche), mejor actriz de reparto (Judi Dench), mejor guion adaptado ( Robert Nelson Jacobs)  y mejor música original (Rachel Portman) Ese mismo año también alcanzó 4 nominaciones en los premios Globo de Oro, a mejor película, BSO, actriz comedia y actriz secundaria y 8  en los BAFTA, destacando a mejor actriz (Binoche) y vestuario. Otras nominaciones a Chocolat fueron en los WGA, sindicato de guionistas, SAG, sindicato de actores y Premios David de Donatello a mejor película extranjera. 
Ya en 2001 Juliette Binoche recibió el premio del público a mejor actriz en los Premios del Cine Europeo.
En el festival Nastro de Argento el premio a mejor doblaje femenino fue para Franca D'Amato (por el doblaje de Juliette Binoche) y en los Art Directors Guild Awards la película ganó a "Excelencia en diseño de producción para una película contemporánea" Otro premio obtenido fue a "Actuación sobresaliente de un actriz en un papel secundario" (Judi Dench) en los Screen Actors Guild Awards. Además fue nominada en este mismo festival a  "Actuación sobresaliente de un elenco en una película" y "Actuación sobresaliente de una actriz en un papel principal"
En 2001 también será nominada en los Premios Goya a mejor película europea